# Immokalee
Immokalee è un census-designated place degli Stati Uniti d'America, situato nella parte settentrionale della Contea di Collier dello Stato della Florida.
Secondo le statistiche del 2010, la città ha una popolazione di 19.763 abitanti su una superficie di 20,90 km².